# Геологічний (Астраханська область)
Геологічний (рос. Геологический) — селище у Нарімановському районі Астраханської області Російської Федерації.
Населення становить 1050 (2010) осіб. Входить до складу муніципального утворення Солянська сільрада.

## Історія
Населений пункт розташований на території українського етнічного та культурного краю Жовтий Клин. Від 1931 року належить до Нарімановського району.
Згідно із законом від 6 серпня 2004 року органом місцевого самоврядування до 1 вересня 2016 року було Солянська сільрада.

## Населення
| 2002 | 2010  |
| ---- | ----- |
| 1156 | ↘1050 |